# Маубой, Джессика
Джессика Хильда Маубой (англ. Jessica Hilda Mauboy; род. 4 августа 1989, Дарвин, Северная территория) — австралийская R&B- и поп-певица, автор песен, актриса. В 2006 году Маубой заняла второе место в четвёртом сезоне шоу талантов Australian Idol и впоследствии подписала контракт с Sony Music Australia. В 2018 году стала победительницей Национального отбора песенного конкурса «Евровидение-2018».

## Биография

### 1989—2006: Ранняя жизнь, начало карьеры иAustralian Idol
Джессика Хильда Маубой родилась 4 августа 1989 года и выросла в Дарвине, Северная территория. Её отец индонезийского происхождения, а мать австралийская аборигенка. Маубой младшая из пяти детей. С раннего возраста она пела в местном церковном хоре вместе с бабушкой. Её дом описывали как «самый шумный дом в квартале», с её часто поющей матерью, её отцом, играющим на гитаре и остальными членами семьи, показывающими свою страсть к музыке. Маубой посещала Wulagi Primary School и Sanderson High School в Дарвине.

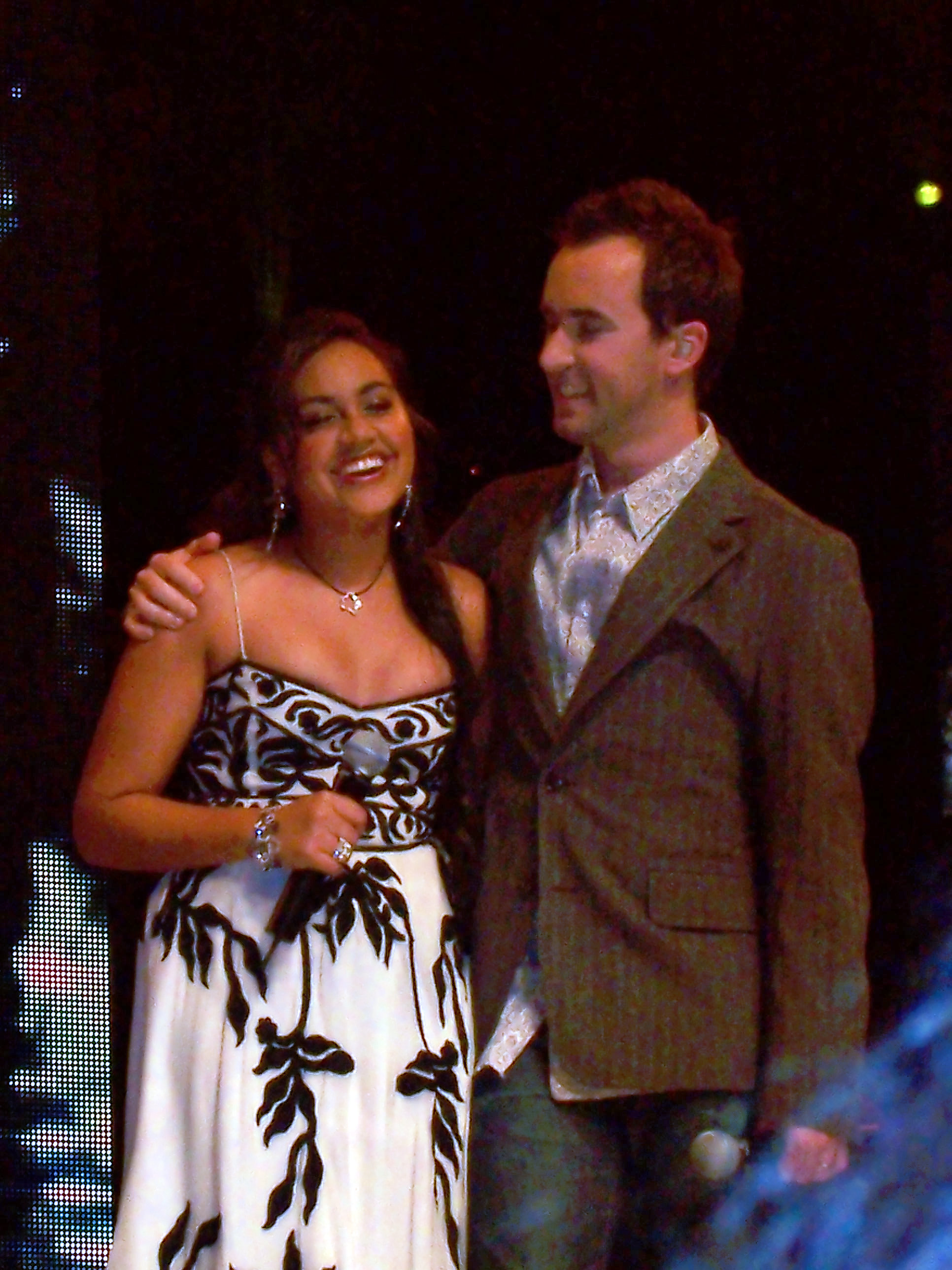
Маубой с Дэмиеном Лейтом на финале шоу Australian Idol

В 2004 году, возрасте 14-и лет Маубой показала свои таланты на фестивале Tamworth Country Music Festival в Тамворте, Новый Южный Уэльс. Как победитель конкурса, Маубой отправилась в Сидней, чтобы выступить и подписать контракт с Sony Music Australia. Затем она записала кантри-кавер на хит Синди Лопер «Girls Just Wanna Have Fun». Был выпущен видеоклип на её версию; однако песня не попала ни в один чарт и Маубой вернулась в Дарвин, прежде чем отправиться на прослушивание для шоу талантов Australian Idol в 2006 году.
Она пробовалась с песней Уитни Хьюстон «I Have Nothing» в четвёртом сезоне Australian Idol в Алис-Спрингс. Её прослушивание впечатлило всех трёх судей и она дошла до полуфинала. После полуфинала Маубой попала в Топ-12. СМИ привели её предыдущий контракт с Sony в качестве основания для её отстранения, но так как срок контракта истёк, Australian Idol отказался отстранять девушку от шоу. На протяжении всех выпусков, Маубой продолжала впечатлять судей своими выступлениями. В конце одиннадцатой недели, после её исполнения песни Келли Кларксон «Walk Away», судья Кайл Сандиландс высказалась о весе Маубой, сказав, что если она хочет добиться успеха в музыкальной индустрии, она должна «потерять живот-желе». Маубой была ошеломлена этим высказыванием. В интервью с Алисией Нейл из журнала Who, через два года после этого замечания, певица заявила: «Я как бы восприняла это как шутку… Я оглядываюсь на это как на положительный момент — это сделало меня более сильным человеком.» В конце десятой недели, Маубой получила первый гол от судьи Марка Холдена за исполнение хита Кристины Агилеры «Beautiful». Во время финала девятой недели, Маубой заболела ангиной, которая привела к посредственному исполнению песни Фила Коллинза «Another Day in Paradise» и девушка была почти ликвидирована, опустившись в тройку последних. После той недели, она никогда не попадала в тройку последних снова, и в конечном итоге дошла до финала с Дэмиеном Лейтом. Грандиозный финал состоялся 27 ноября в Сиднейском оперном театре. После подсчёта зрительских голосов было объявлено, что Маубой заняла второе место после Лейта.

### 2006—2009:The Journey, Young Divas иBeen Waiting
В декабре 2006 года, через две недели после окончания шоу Australian Idol Джессика подписала контракт со звукозаписывающей компанией Sony Music Australia. В 2007 году Маубой появилась в рекламе шампуня бренда Head & Shoulders. 24 февраля 2007 года она выпустила в Австралии свой дебютный концертный альбом The Journey. Альбом состоял из двух дисков: первый диск содержал перезаписанные каверы, которые певица исполняла во время шоу Australian Idol, а второй диск включал DVD из её выступлений на этом же шоу. В сентябре Маубой присоединилась к гёрл-группе Young Divas, заменив одну из первоначальных участниц Рики-Ли Колтер, которая в июне покинула группу, чтобы начать сольную карьеру. Их второй студийный альбом New Attitude был выпущен 24 ноября.
Между тем, в марте 2008 года Маубой подписала контракт с программой Australian Government In2Oz, направленной на поддержание более тесных связей с Индонезией. В рамках программы, она отправилась в трёхдневную поездку по стране, выступая на различных мероприятиях, включая Indonesian Idol, где она спела песню Бейонсе «Crazy in Love» и песню «Sempurna» с бывшими конкурсантами Майком, Джудит и Лаки. Именно в это время певица начала работать над своим первым сольным альбомом. После трёхдневной поездки по Индонезии она вернулась в Сидней для недельной звукозаписывающей сессии. В августе Маубой объявила, что после года с группой, она решила её покинуть, чтобы сконцентрироваться на сольной карьере. Основательница группы Паулини также решила уйти, оставив Кейт Деарауго и Эмили Уильямс в качестве единственных оставшихся участниц. Их менеджер Дэвид Чемпион заявил, что в связи с уходом Джессики и Паулини в группе будет третье изменение состава, а третий альбом будет выпущен чуть позже в этом году. Однако обе оставшиеся участницы впоследствии возобновили свою сольную карьеру и группа официально распалась.
В конце 2008 года Маубой повторно перебралась из Дарвина в Сидней и готовила к выпуску свой дебютный студийный альбом Been Waiting. Альбом был выпущен 22 ноября; он достиг #11 и был сертифицирован дважды платиновым с продажами 140,000 копий.

### 2010—2012: Фильмы иGet 'Em Girls
В январе 2010 года Джессика Маубой сыграла главную роль в экранизации мюзикла аборигенов 1990 года Bran Nue Dae. Режиссёром стала Рейчел Перкинс; в фильме также снялись Эрни Динго, Джеффри Раш, Мисси Хиггинс и Дебора Мэйлман. Маубой сыграла роль Рози, местной церковной певицы, у которой любовный интерес к школьнику по имени Вилли (сыграл Роки Маккензи). Через пять дней после выхода Bran Nue Dae Маубой подписала контракт с Universal Music.
5 ноября 2010 года певица выпустила свой второй студийный альбом Get ’Em Girls. В феврале того же года Маубой поехала в США, чтобы работать над альбомом в Лос-Анджелесе, Нью-Йорке и Атланте с американскими авторами песен и продюсерами, с большинством из которых она ранее не работала. Альбом дебютировал под #6 и получил золотую сертификацию.

### 2013—наст. время:Beautiful
Третий студийный альбом певицы Beautiful был выпущен 4 октября и дебютировал под #3 в австралийском альбомном чарте ARIA; на сегодняшний день, это её самый успешный альбом в чартах.
6 октября на 2013 NRL Grand Final Маубой исполнила попурри из песен «Something’s Got a Hold on Me» и «Pop a Bottle (Fill Me Up)», австралийский гимн и «Livin' la Vida Loca» с Рики Мартином. В ноябре 2013 года певица отправилась в свой первый сольный концертный тур To the End of the Earth Tour. Он состоял из 27 концертов и получил положительные отзывы от музыкальных критиков.
24 января 2014 года Маубой выпустила кавер «I Am Australian» с Дами Айм, Justice Crew, Натаниэлем Уиллемсем, Самантой Джейд и Тейлор Хендерсон, чтобы поддержать празднование Дня Австралии. Песня достигла #51 в австралийском сингловом чарте ARIA. В феврале 2014 года было объявлено, что Маубой стала послом бренда NRL и подписала долгосрочный контракт.
В 2018 году Джессика стала победительницей Национального отбора конкурса «Евровидение» и получила возможность отправиться в Португалию. 10 мая она выступила в Лиссабоне во втором полуфинале шоу с композицией «We Got Love» и прошла в финал, где позже заняла 20 место.
В 2019 году Джессика выпустила два сингла «Sunday» и «Little Things» и один промосингл «Blessing» для четвёртого студийного альбома Hilda. Релиз пластинки состоялся 18 октября 2019 года.

## Имидж

### Музыка и песни
Музыка Маубой, как правило, написана в жанрах R&B и поп, но некоторые из её песен также включают хип-хоп.
Помимо вокальной работы, певица также является соавтором некоторых треков. Маубой принимала участие в написании шести песен для дебютного альбома, трёх для второго и десяти для третьего.

### Влияния
Маубой росла, слушая кантри-певиц Пэтси Клайн и Долли Партон, а также рэперов Тупака Шакура, Dr. Dre и Snoop Dogg. Она любит играть на пианино во время исполнения песен Мэрайи Кэри, Уитни Хьюстон и Bee Gees. Маубой называет Кэри и Хьюстон своими музыкальными вдохновителями, а также ссылается на Джона Фарнэма, называя его крупнейшим австралийским певцом, оказавшим влияние на её творчество. Она восхищается актрисой Деборой Мэйлман за её игру, и олимпийской чемпионкой Кэти Фримен, о которой она сказала: «Она оказала большое влияние на мою жизнь.» Маубой является поклонницей Дженнифер Лопес и Бейонсе.

## Дискография
Студийные альбомы
- Been Waiting (2008)
- Get ’Em Girls (2010)
- Beautiful (2013)
- Hilda (2019)
- Yours Forever (2024)

## Туры
- Galaxy Tour (со Стэном Уолкером) (2012)
- To the End of the Earth Tour (2013—2014)

На разогреве у других артистов
- Бейонсе — I Am... World Tour (2009)
- Крис Браун — F.A.M.E. Tour (2011)

## Фильмография
| Год  | Название     | Роль         | Награды и номинации |
| ---- | ------------ | ------------ | --- |
| 2010 | Bran Nue Dae | Рози         | Номинация — Deadly Award for 'Female Actress of the Year' |
| 2012 | Сапфиры      | Джули Маккрэ | AACTA Award for Best Actress in a Supporting Role Australian Film Critics Association Award for Best Supporting Actress Номинация — Film Critics Circle of Australia Award for Best Actress in a Supporting Role |

| Год  | Название              | Роль                 | Примечания                                                              |
| ---- | --------------------- | -------------------- | ----------------------------------------------------------------------- |
| 2011 | Шоу Опры Уинфри       | Сама себя; гость     | Специальный 25 сезон, Последнее австралийское приключение Опры: 1 часть |
| 2011 | Underbelly: Razor     | Глория Старр         | «Армагеддон» (13 эпизод)                                                |
| 2013 | Голос                 | Сама себя; наставник | 2 сезон, наставник работает с Рики Мартином                             |
| 2013 | Шоу Эллен Дедженерес  | Сама себя; гость     | 10 сезон, 1636 эпизод Специальный 10 сезон, Эллен в Мельбурне           |
| 2013 | Танцевальная академия | Сама себя; гость     | «Начало Эры» (3 сезон, 11 эпизод)                                       |
| 2014 | Улица Сезам           | Сама себя; гость     | «Джуди и чудовище» (44 сезон, 19 эпизод)                                |